# Малая Максатка
Малая Максатка — река в России, протекает по территории Нижневартовского района Ханты-Мансийского автономного округа. Устье реки находится в 165 км по левому берегу реки Колекъёган. Длина реки — 26 км.

## Данные водного реестра
По данным государственного водного реестра России относится к Верхнеобскому бассейновому округу, водохозяйственный участок реки — Вах, речной подбассейн реки — бассейн притоков (Верхней) Оби от Васюгана до Ваха. Речной бассейн реки — (Верхняя) Обь до впадения Иртыша.
Код объекта в государственном водном реестре — 13011000112115200040432.